# おいらせ町立甲洋小学校
おいらせ町立甲洋小学校（おいらせちょうりつ こうようしょうがっこう）は、青森県上北郡おいらせ町の旧百石町域にある公立小学校。

## 沿革
- 1965年（昭和40年）4月1日 - 一川目小学校と二川目小学校が統合し、百石町立甲洋小学校開校。
- 1966年（昭和41年）11月3日 - 校章・校歌制定。
- 1967年（昭和42年）4月6日 - 新校舎落成移転。
- 1988年（昭和63年） - 現校舎完成[1]。
- 2006年（平成18年）3月1日 - 町村合併により、おいらせ町立甲洋小学校と改称。

## 学区
- 深沢平・内山平・深沢・向平・一川目・二川目[2]

## アクセス
- おいらせ町コミュニティバス「甲洋小学校」バス停下車。

## 周辺
- 国道338号

## 参考資料
- 『青森県教育史 別巻』（青森県教育委員会・1973年12月20日発行）「学校沿革 小学校」811頁「甲洋小学校」